# الجموعية
الجموعية قبيلة عربية وهي فرع من فروع القبائل الجعلية العباسية، وهم بشكل عام أبناء جمّوع بن غانم الجعلي، وهي قبيلة كبيرة قائمة بذاتها، مقرّهم غرب النيل بولاية الخرطوم وتمتد دار الجموعية من قوز نفيسة بجوار خانق السبلوقة شمال حتى المنطقة المقابلة لجبل الاولياء غرب النيل الأبيض. إن الجموعية قد أتوا مع العرب منذ أن دخلوا السودان عن طريق دُنقلا وظلوا يقيمون بالسودان منذ 605 هـ في ولاية الخرطوم وقد إشتهروا بالفروسية والكرم وعاشوا في المناطق النيلية. وهذه القبيلة قد تعايشت في توادد وتراحم وإستقرار مع جميع القبائل وتعايشت أيضاً مع القبائل التي توجد في غرب السودان كالكبابيش وغيرها وتصاهرت معهم. وهي من القبائل التي تصدت لأحداث الشغب في موت جون قرنق وهي أكبر من الأنصار والختمية، الجموعية هي القبيلة التي إستأذن منها المهدي عندما دخل مدينة أُم درمان.

## النسب
وتنتسب قبيلة الجموعية إلى الملك جموع الكبير وهو جموع بن غانم بن حميدان بن صبح أبو مرخة بن مسمار بن سرار بن حسن كردم بن أبو الديس بن قضاعة بن عبد الله حرقان بن مسروق بن أحمد بن إبراهيم جعل بن إدريس بن قيس بن يمن بن عدنان بن قصاص بن كرب بن محمد هاطل بن أحمد ياطل بن محمد ذو الكلاع بن سعد بن الفضل بن العباس بن محمد بن علي بن عبد الله بن العباس بن عبد المطلب بن هاشم.

## حياتهم وفروعهم
انتشرت كل فروع الجموعية وسكنت على الضفة الغربية للنيلين من المنطقة المقابلة لجبل الأولياء جنوب أمدرمان على النيل الأبيض حتى المنطقة بالقرب من الشلال السادس شمال أمدرمان على النيل الكبير، وامتدت أفخاذ وفروع قليلة منهم شرق النيلين، وتنتشر قراهم كلها داخل حدود ولاية الخرطوم الحالية على النيلين، وتمتد حدود أراضيهم من النيلين شرقاً حتى حدود الكبابيش والجوامعة في كردفان غرباً، بعض هذه القرى في حجم مدن كالسروراب والجزيرة إسلانج والسمرة حاج الطاهر والسليمانية، وابتلعت مدينة أمدرمان قرى من قراهم وأصبحت أحياء تابعة لها كالفتيحاب وأبوسعد والصالحة وقرى كررى البلد كالعجيجة وسيرو.
واهتموا كذلك بتربية المواشي واقتنوا الخيل، وكذلك اشتغل الجموعية بالتجارة فكان رجالهم يضربون في الأرض طلباً للرزق داخل البلاد خصوصاً غربها وخارجها في أفريقيا كتشاد وزائير، وهم خير من يمتهن هذه المهنة لما تحتاجه من الشدة والقوة والشجاعة حيث كانت القوافل تتعرض لقطاع الطرق وغيرها من المخاطر، حتى ظل السوداني عند سماعه بكلمة جموعي يتبادر إلى ذهنه ثلاثة أشياء وهي الكرم والشجاعة والتجارة.

### شخصيات
والجدير بالذكر أن أول جمارك في السودان كانت قد فرضتها هذه القبيلة في الخرطوم على المارين والمتاجرين وكذلك في مدينة بربر حيث الآن مدفونين المكّين «دياب وضياب» وهما كانا يأخُذان الجمارك من الذين يتاجرون مع مصر وغيرها من البلاد العربية، وكان لهم القدح المعلي في نشر الدين الاسلامي والثقافة العربية في أرجاء المعمورة إثر تلك الهجرات التجارية وتعاملهم مع غيرهم في أنحاء المعمورة المختلفة، فصاروا محبوبين لدى الناس لتواضعهم ونبل أخلاقهم حتى صار منهم أعلاما في شتى المجالات صاروا فخرً للأمة السودانية جمعاء كالزبير باشا في السياسة والشيخ القطب العالم الطيب البشير وحفدته العلماء، وفي الأدب والشعر الاستاذ محمد سعيد العباسي صاحب الثقافة العربية والدينية الواسعة ويعد العباسي من رواد النهضة الأدبية الشعرية في العصر الحديث باجماع النقاد من قصائده عهد جيرون مطلعها:

## عاداتهم
من موروثاتهم التي اشتهروا بها وارتبط اسمهم بها هي (ضرب النحاس) وهو دائرة كبيرة من النحاس مكسوة من أعلاها بالجلد المدبوغ ويشد الجلد عبر أمهرالصناع، وله عند الجموعية تاريخ ضارب في القدم يكون في بيت الزعامة والحكم يتوارثه الأبناء والأحفاد من المكوك والعمد والمشايخ وله خصوصية وتقديس حيث كان في القدم لا يقرع إلا للمناداة للحرب ولتحميس المحاربين ويضرب في الإحتفالات الكبيرة في ساحه كبيرة وتسمى هذه الإحتفالية ب(العرضة) فيتفنن الجموعية في ضرب النحاس ويستعرض الفرسان بخيولهم أمام الحشود المجتمعة لحضور العرضة ويتبارون في إبراز قوتهم وهم مشحونون بأزيز النحاس وزغاريد النساء.

## مناطقهم
معظم أحياء أم درمان بها مجموعات من الجموعية ولكنهم أكثر تركيزاً في: الفتيحاب (أبو سِعِد )، حي القلعة ( قلب أم درمان ) حي أم بدة الحالي.
قرى الجموعية بالريف الجنوبي : صالحة - العشرة - القيعة - هجليجة - العشرة - صريو - الودي - العقيدات -جادين -- فتاشة - وادي الرواكيب - الغماراب -المويكيحة - الجامراب – حلة سالم –السمرة حاج الطاهر - كدي الكبرى ( كدي شمال وكدي جنوب، حلة أولاد الطيب) - الغرزة - العيساوية - قوز الشرك - القليع - بركة الغربية - الحفير - عمور -جبيل الطينة - ود الزين - إيد الحد - القليعة - المقداب - الشيخ البشير - الصندوضاب - الحاجاب - أم عوينة - الحقينة - التريس - قوزالجموعية - بركة الشاطي - الشقيلة - السليمانية غرب - الحقينة - الحصبايا - شرفت - قوز نصير.
قرى الجموعية بالريف الشمالي: الحريزاب - النوفلاب - الفكى الأمين -الجزيرة اسلانج - النوبة - الزبيراب - المحمود أب الكواهله – العوضاب – السروراب –البحيراب - العامرية (الباعوضة سابقاً) - الشهيناب.